# Adrienne Lecouvreur
Adrienne Lecouvreur, född 5 april 1692, död 20 mars 1730, var en fransk skådespelerska.
Adrienne Lecouvreur debuterade i Lille 1708, var senare anställd vid teatern i Strasbourg och från 1717 vid Théâtre-Français, där hennes av enkelhet och sanning präglade spelform blev mycket populär, såväl i tragedier av Jean Racine, Prosper Jolyot de Crébillon och Voltaire som i komedier av Molière och Pierre de Marivaux. 
Adrienne Lecouvreur hade ett förhållande med Moritz, greve av Sachsen och när hon plötsligt avled av magproblem gav det upphov till ett rykte att hon skulle ha förgiftats av Maria Karolina Sobieska, som skulle ha varit hennes rival. Lecouvreur är huvudperson i Eugène Scribes och Ernest Legouvés skådespel Adriene Lecouvreur, på vilket Francesco Cileas opera Adriana Lecouvreur baserats.
Under upplysningen var Frankrike det ledande teaterlandet men spelet var fortfarande mycket deklamatoriskt. Skådespelerskan Adrienne Lecouvreur gick dock sin egen väg genom att spela med mindre tillgjordhet och fokusera på rollens inre liv, och spelstilen blev alltså mer naturalistisk.